# Temnothorax salvini
Temnothorax salvini (лат.) — вид мелких муравьёв рода Temnothorax из подсемейства мирмицины (Formicidae). Назван, предположительно в честь английского натуралиста Осберта Сальвина (Osbert Salvin, 1835—1898), изучавшего природу Мезоамерики в XIX веке.

## Распространение
Центральная Америка (Коста-Рика, Панама).

## Описание
Мелкие буровато-чёрные муравьи (2—3 мм). T. salvini можно отличить от всех остальных представителей клады salvini следующей комбинацией признаков: дорзум мезосомы слабо выемчатый; метанотальная борозда не вдавлена; проподеум не сильно вдавлен ниже уровня промезонотума; проподеальные шипы короче проподеального склона; субпетиолярный зубец мелкий, треугольной формы: короче щетинок, отходящих от стебелька прямо над ним; узел петиоля слабо чешуйчатый; щетинки на голове, брюшке, ногах, стебельке и брюшке от прямостоячих до почти прямостоячих, умеренно длинные, обильные и сужающиеся; голова и мезосома преимущественно тёмно-коричневые, почти чёрные; усики, мандибулы, промезонотальный шов, ноги, тыльная сторона стебелька и дистальные края склеритов брюшка коричневые; внутренняя часть поясных сегментов, базальные края брюшных склеритов и жало светло-жёлтые.
Брюшко гладкое и блестящее. Проподеальные шипики длинные. Усики рабочих 12-члениковые. Temnothorax salvini известен из листовой подстилки облачных лесов.

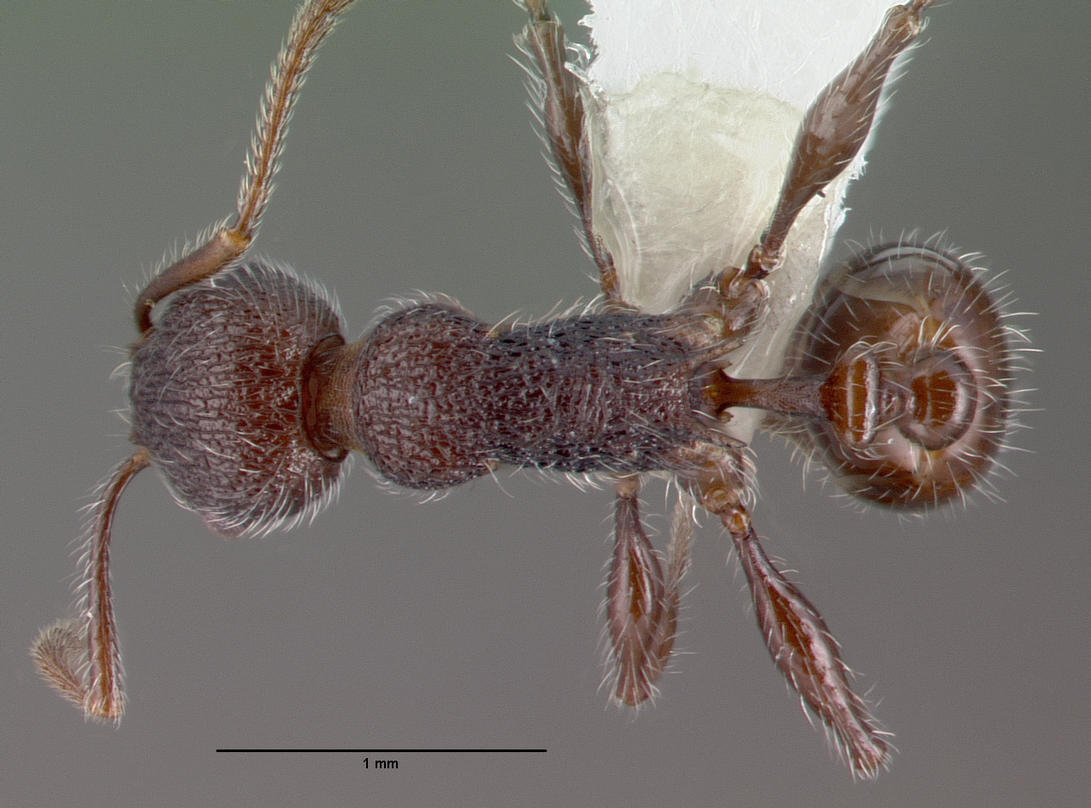
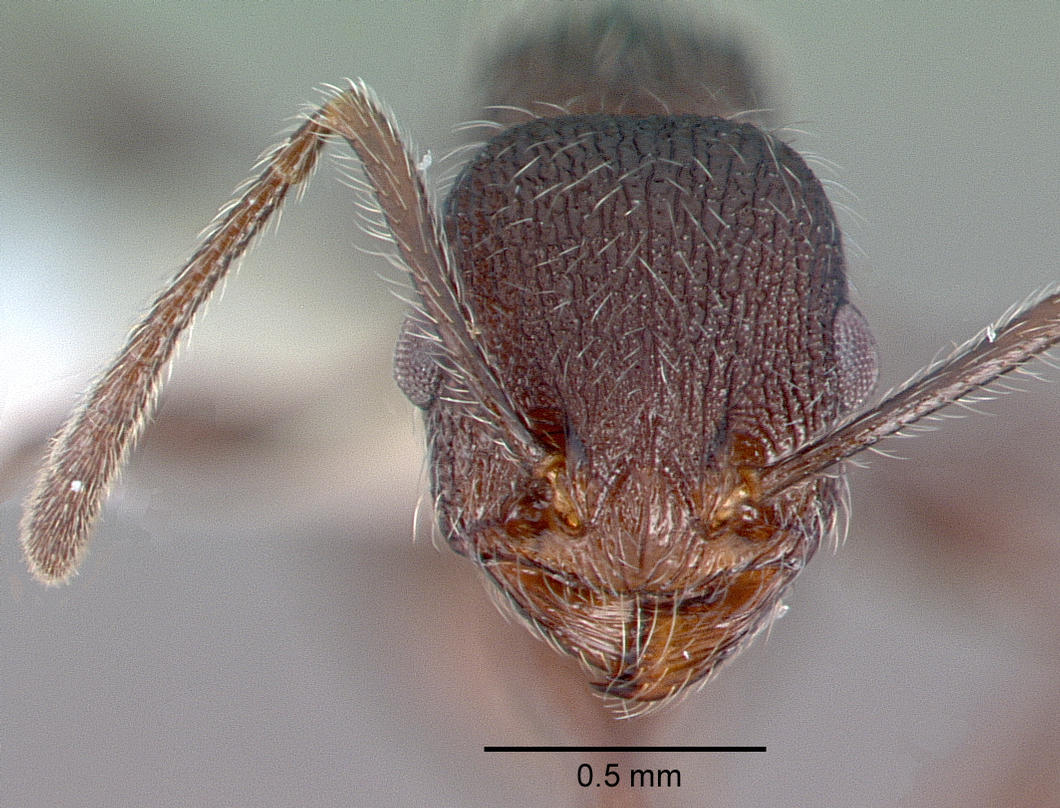

## Систематика

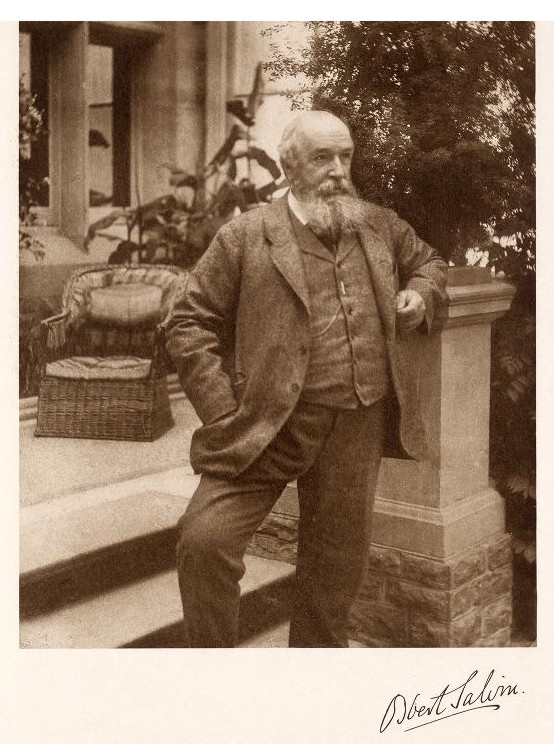
Осберт Сэльвин (1835—1898), в честь которого, предположительно назван вид

Вид Temnothorax tuxtlanus был впервые описан в 1899 году швейцарским энтомологом Огюстом Форелем под названием Macromischa salvini Forel, 1899. В 1978 году он был включён в состав рода Leptothorax, а в 2003 году — в состав рода Temnothorax. Валидный статус таксона подтверждён в ходе ревизии, проведённой в 2021 году американским мирмекологом Мэттью Пребусом (University of California, Davis, Калифорния, США). Вместе с видом Temnothorax aztecus и другими включён в состав видовой группы Temnothorax salvini из клады Temnothorax salvini. Его можно отделить от других членов группы слабо плоским узелком петиоля (петиолярный узел более чем в 1,6 раза шире, чем у T. aztecus, T. aztecoides, T. longicaulis и T. paraztecus), относительно небольшой субпетиолярный зубец (длиннее щетинок, находящихся непосредственно над ним у T. longinoi), короткими проподеальными шипиками (длиннее чем проподеальный наклон T. quetzal).
Группа salvini, состоящая из десяти видов (восемь из которых впервые описаны в 2021 году), является второй по величине в кладе salvini (в которой более 60 видов). Вплоть до недавнего времени в эту группу входили два вида: T. aztecus и T. salvini. Члены группы salvini обитают на юге Мексики и Центральной Америки. Предполагается, что эта группа возникла в северной части её нынешнего ареала в местообитаниях, связанных с современными средними и большими высотами в миоцене, примерно 13 млн лет назад. Впоследствии группа salvini расширилась до южных центральноамериканских Кордильер на границе миоцена и плиоцена, совпав с горообразованием в этом регионе 8-5 млн лет назад. Кроме того, ареал группы salvini расширился до низинных местообитаний в течение того же переходного периода, при этом широко распространенный T. aztecus является единственным представителем группы, населяющим эти места обитания сегодня. Гнездовые привычки видов группы salvini, где они известны, почти исключительно древесные, это муравьи гнездящиеся на виноградных лозах, под эпифитами или в мертвой растительности, подвешенной в пологе. Единственным исключением может быть T. terraztecus, который был собран только из экстрактов листового опада из нескольких мест. В то время как виды в группе salvini могут быть трудно отличимы морфологически, как группа они весьма своеобразны, с длинными сужающимися щетинками на всех поверхностях тела, плоскими или слегка выемчатыми мезосомами в профиль и сильно скульптированными головой и мезосомой.